# 별들의전쟁 (프로듀싱 팀)
별들의전쟁 * (GALACTIKA *) 은 F R I D A Y . 와 CHANG으로 이루어진 대한민국의 음악 프로듀싱 팀이며,
갈락티카 스튜디오의 대표 프로듀서로 활동 중이다.
이들의 크루인 Team GALACTIKA * 는 갈락티카 스튜디오의 구성원인 별들의전쟁 * 과 아테나 (AthenA), 우빈 (woobin)으로 이루어져 있다.
프로듀싱한 곡 머리에 <G-THANGS> 혹은 <ACTION!>이라는 시그니처 사운드를 삽입하기도 한다.

## 구성원
| 이름          | 본명   | 소개                                                                         |
| ------------- | ------ | ---------------------------------------------------------------------------- |
| F R I D A Y . | 강정훈 | - 포지션 : 작사, 작곡, 편곡, 프로듀서, 디렉터, 코러스 - 활동기간 : 2009년 ~  |
| CHANG         | 김창겸 | - 포지션 : 작사, 작곡, 편곡, 프로듀서, 사운드 엔지니어 - 활동기간 : 2009년 ~ |

## 작곡, 작사, 프로듀싱 참여 대표 작품

### 2020년
- ITZY
  - WANNABE 《IT'z ME》
- 우주소녀
  - BUTTERFLY 《NEVERLAND》
- CRAVITY
  - 별 《HIDEOUT:REMEMBER WHO WE ARE》
- BAE173
  - 반하겠어 (Cursh on U) 《INTERSECTION : SPARK》

### 2019년
- ITZY
  - 달라달라 (DALLA DALLA) 《IT'z Different》

### 2018년
- 워너원
  - 《0+1=1 (I PROMISE YOU)》
    - 약속해요 (I.P.U.)
    - 약속해요 (고백 Ver.)

  - 《1¹¹=1 (POWER OF DESTINY)》
    - DESTINY
    - 소나무
- 에이핑크
  - A L R I G H T 《One & Six》
- Monsta X
  - 미쳤으니까 (Crazy in Love) 《The Connect 'Dejavu'》
- 벤
  - 운명이라면 《화유기 OST Part.6》

### 2017년
- 트와이스
  - Heart Shaker 《Merry & Happy》
- 워너원
  - To be One (Intro.) 《1X1=1(TO BE ONE)》
  - To be One (Outro.) 《1-1=0 (NOTHING WITHOUT YOU)》
- Monsta X
  - 아름다워 (Beautiful) 《Beautiful》
  - Beautiful (Japanese version) 《Beautiful (JPN)》
  - Now or Never 《Code Zero》
- 우주소녀
  - Mr.BADBOY 《HAPPY MOMENT》

### 2015년
- 티아라
  - 완전 미쳤네 《So good》
- 헬로비너스
  - 위글위글
- 빅스타
  - 달빛소나타 《Shine a moonlight》

### 2014년
- 제국의 아이들
  - 숨소리 《First homme》

### 2012년
- 제국의 아이들
  - 후유증 《Spectacular》

### 2011년
- 씨스타19
  - MA BOY
- 일렉트로보이즈
  - MA BOY 2 (feat. 효린 of 씨스타 《Rebirth》

### 2009년
- 애프터스쿨
  - AH 《New school girl》
- 손담비 & 애프터스쿨
  - 아몰레드(AMOLED) (삼성전자 '애니콜 햅틱 아몰레드' CM송)